# Promozione Basilicata 1977-1978
Nella stagione 1977-1978 la Promozione era il quinto livello del calcio italiano (il massimo livello regionale). Qui vi sono le statistiche relative al campionato in Basilicata.
Il campionato è strutturato in vari gironi all'italiana su base regionale, gestiti dai Comitati Regionali di competenza. Promozioni alla categoria superiore e retrocessioni in quella inferiore non erano sempre omogenee; erano quantificate all'inizio del campionato dal Comitato Regionale secondo le direttive stabilite dalla Lega Nazionale Dilettanti, ma flessibili, in relazione al numero delle società retrocesse dal Campionato Interregionale e perciò, a seconda delle varie situazioni regionali, la fine del campionato poteva avere degli spareggi sia di promozione che di retrocessione.

## Squadre partecipanti
| Club                     | Città (provincia)       | Stadio | Stagione precedente |
| ------------------------ | ----------------------- | ------ | ------------------- |
| S.S. Avigliano           | Avigliano (PZ)          |        |                     |
| U.S. Bernalda            | Bernalda (MT)           |        |                     |
| Carlo Fortunato          | Senise (PZ)             |        |                     |
| S.C. Ferrandina          | Ferrandina (MT)         |        |                     |
| G.S. Indipendente        | Bernalda (MT)           |        |                     |
| U.S. Irsinese            | Irsina (MT)             |        |                     |
| U.S. Lagonegro           | Lagonegro (PZ)          |        |                     |
| Pol. Libertas Invicta    | Potenza                 |        |                     |
| Pol. Moliterno           | Moliterno (PZ)          |        |                     |
| U.S. Pisticci            | Pisticci (MT)           |        |                     |
| S.C. Policoro            | Policoro (MT)           |        |                     |
| Calcio Pro Matera S.p.a. | Matera                  |        |                     |
| Pol. Tolve               | Tolve (PZ)              |        |                     |
| Pol. Vaglio              | Vaglio Basilicata       |        |                     |
| Pol. Virtus Ferrandina   | Ferrandina (MT)         |        |                     |
| C.S. Vultur Rionero      | Rionero in Vulture (PZ) |        |                     |

## Classifica finale
|  | Pos. | Squadra           | Pt  | G   | V   | N   | P   | GF    | GS    | DR  |
|  | ---- | ----------------- | --- | --- | --- | --- | --- | ----- | ----- | --- |
|  | 1.   | Avigliano         | 49  | 30  | 21  | 7   | 2   | 65    | 19    | +46 |
|  | 2.   | Vaglio            | 41  | 30  | 16  | 9   | 5   | 60    | 28    | +32 |
|  | 3.   | Pro Matera        | 41  | 30  | 17  | 7   | 6   | 55    | 24    | +31 |
|  | 4.   | Policoro          | 38  | 30  | 16  | 6   | 8   | 46    | 30    | +16 |
|  | 5.   | Tolve             | 37  | 30  | 16  | 5   | 9   | 41    | 26    | +15 |
|  | 6.   | Carlo Fortunato   | 36  | 30  | 14  | 8   | 8   | 52    | 29    | +23 |
|  | 7.   | Moliterno         | 32  | 30  | 11  | 10  | 9   | 44    | 39    | +5  |
|  | 8.   | Lagonegro         | 31  | 30  | 10  | 11  | 9   | 43    | 32    | +11 |
|  | 9.   | Vultur Rionero    | 30  | 30  | 12  | 7   | 11  | 42    | 42    | 0   |
|  | 10.  | Pisticci          | 26  | 30  | 9   | 8   | 13  | 36    | 59    | -23 |
|  | 11.  | Virtus Ferrandina | 25  | 30  | 10  | 5   | 15  | 28    | 38    | -10 |
|  | 12.  | Libertas Invicta  | 22  | 30  | 8   | 6   | 16  | 40    | 54    | -14 |
|  | 13.  | Irsinese          | 22  | 30  | 8   | 12  | 10  | 40    | 34    | +6  |
|  | 14.  | Indipendente      | 19  | 30  | 7   | 5   | 18  | 32    | 57    | -25 |
|  | 15.  | Ferrandina        | 16  | 30  | 3   | 10  | 17  | 18    | 54    | -36 |
|  | 16.  | Bernalda          | 8   | 30  | 2   | 4   | 24  | 17    | 92    | -75 |
|  |      |                   | 473 | 480 | 180 | 120 | 180 | 651 ? | 657 ? | 0   |

- Vultur Rionero 1 punto di penalizzazione.
- Irsinese 6 punti di penalizzazione.